# Montona

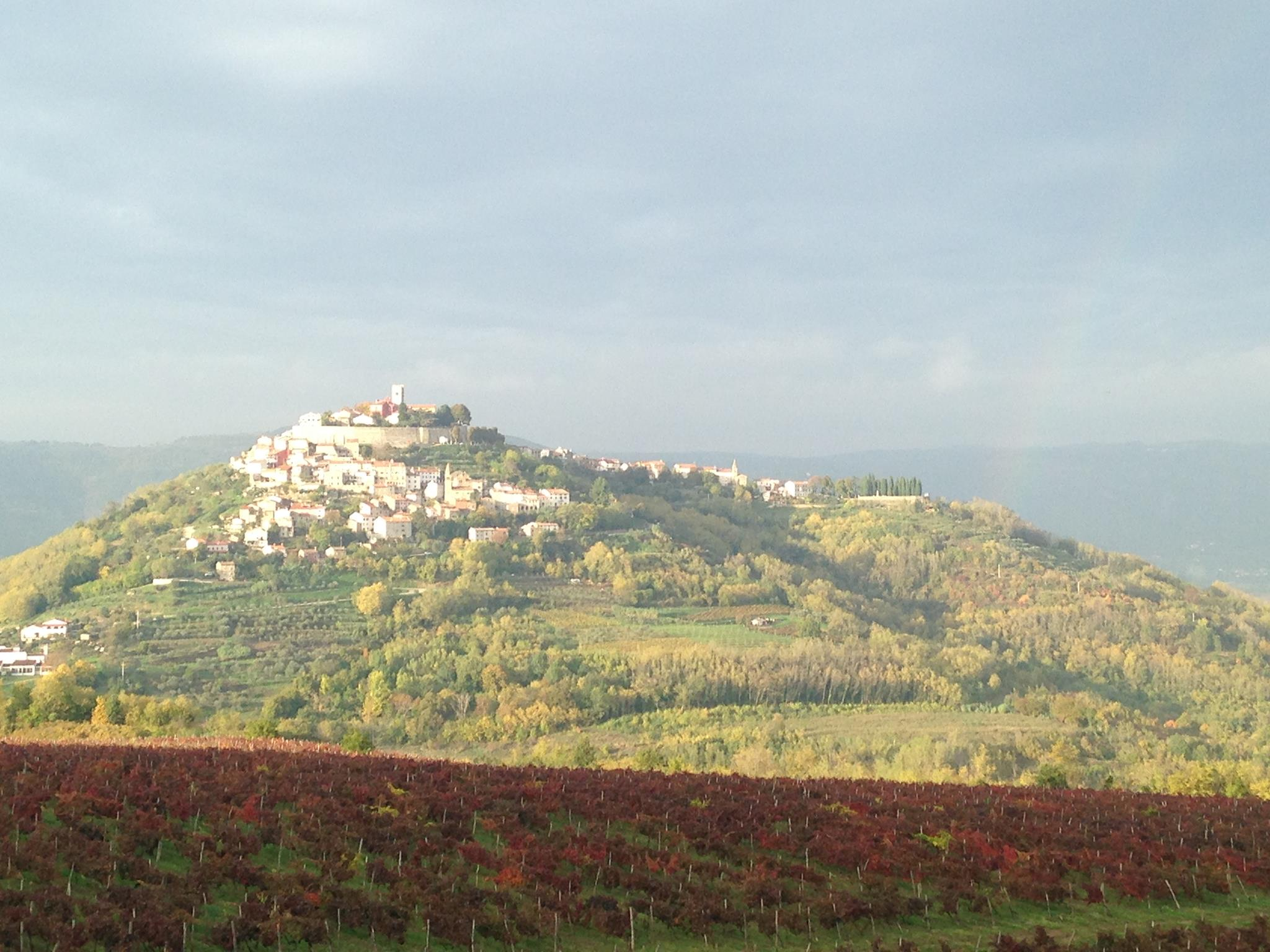
Montona circondata dai vigneti

Montona (in croato Motovun, in latino e in tedesco Montona) è un comune di 1 001 abitanti situato nell'Istria centro-settentrionale (Croazia).
Si trova a circa 277 m sul livello del mare, nella valle del fiume Quieto, che in quel punto è larga circa 1 km.
Il paese, abbarbicato su una rupe carsica, è una meta attrattiva per i suoi monumenti medioevali ben conservati e per il panorama sulla valle del fiume Quieto.
Montona è rinomata per il suo centro storico e per la natura del paesaggio circostante rimasta intatta.
Il comune di Montona è bilingue: le lingue ufficiali sono il croato e l'italiano. Non esistono scuole italiane, tuttavia la lingua italiana viene insegnata obbligatoriamente in tutte le scuole di ogni grado.
La cittadina di Montona dista circa 60 km da Trieste, 230 km da Venezia, 50 km da Rovigno e 65 km da Pola.

## Storia
In origine Montona fu antico castelliere celtico. Dopo una lunga guerra tra i Romani e gli Histri e la caduta di Nesazio nel 177 a.C.,  Montona e il restante territorio istriano furono poste sotto il dominio di Roma.
Nel 7 d.C. l’imperatore romano Gaio Giulio Cesare Ottaviano Augusto suddivise a livello amministrativo l’Impero in 11 regioni. L’Istria venne a fare parte, insieme al Veneto e al Friuli, della Regio X Venetia et Histria.
Montona e il territorio istriano fecero parte dell’Impero romano d'Occidente fino alla sua caduta avvenuta nel 476 d.C.
A seguito del crollo dell’Impero romano d'Occidente, la penisola istriana conobbe diverse dominazioni. Dopo il saccheggio dei Goti, il territorio passò sotto Bisanzio nel 538. Al termine dell’occupazione longobarda, nel 789 l’Istria fu annessa al Regno Franco di Pipino d'Italia.
Secondo lo storico Pietro Kandler, il documento cartaceo più antico nel quale figura il nome di Montona è il Placito di Risano, documento dell’804 che a sua volta si rifaceva agli Atti e Registri governativi dei Bizantini.
Montona dal 1077 al 1278 fu parte integrante del patriarcato di Aquileia.
Dal 1278 al 1797 fu parte della Repubblica di Venezia, che grande attenzione volse all'amministrazione del suo patrimonio boschivo, il più importante della Repubblica e fondamentale per il suo arsenale e la costruzione delle galee. La fedeltà al Doge della Repubblica di Venezia durò oltre cinquecento anni, nei quali la Serenissima fortificò la difesa della cittadina con una cinta muraria.
A seguito del Trattato di Campoformio firmato il 17 ottobre 1797, Montona (seguendo le sorti del Veneto, della Dalmazia e della restante parte dell'Istria) fu annessa al Regno d'Austria.
Nel 1803 Montona fu occupata dalle truppe di Napoleone Bonaparte, e quindi posta sotto il governo di Trieste.
Nel 1805, per decisione dell'Imperatore dei Francesi, Montona passò sotto il Regno Italico.
Nel 1813 fu annessa all'Impero austriaco. Con il crollo dell'Impero austro-ungarico avvenuto nel 1918, Montona fino al 1947 fece parte del Regno d'Italia e fu inclusa nella Provincia di Pola.
A seguito della firma del trattato firmato a Parigi il 10 febbraio 1947, l'annessione di questo territorio alla Federazione jugoslava  ebbe come conseguenza l'esilio forzato, da Montona, della maggioranza della popolazione italiana autoctona, il cosiddetto esodo giuliano-dalmata, fenomeno che portò ad una drastica riduzione della popolazione.
Nel 1991, come epilogo del processo di dissoluzione della Jugoslavia, Montona, come buona parte del territorio istriano, divenne parte della Repubblica di Croazia.

## Monumenti e luoghi d'interesse
La chiesa tardo-rinascimentale di Santo Stefano fu probabilmente progettata dall'architetto Andrea Palladio. La chiesa contiene numerose opere d'arte: le statue di marmo di Santo Stefano e di San Lorenzo di Francesco Bonazzo e i dipinti del Cenacolo sopra l'altare di un ignoto artista veneziano. Le cisterne d'acqua nella piazza davanti alla chiesa sono datate al XV secolo.
Il palazzo comunale è il più grande edificio laico in Istria del periodo rinascimentale.
A testimonianza del lungo periodo di appartenenza alla Repubblica di Venezia, sono presenti nella cittadina di Montona ben tredici leoni alati: di questi, solo un leone ha il libro di San Marco Evangelista aperto sul "Pax Tibi" ed è rivolto verso il mare che i cartografi e gli storici chiamarono anticamente Golfo di Venezia; gli altri dodici leoni sono con il libro chiuso e sono rivolti a Oriente, in quanto per secoli Montona fu un baluardo veneto contro le aggressioni esterne.
Il Leone di San Marco è il secolare simbolo della città di Venezia e dell'antica Repubblica.

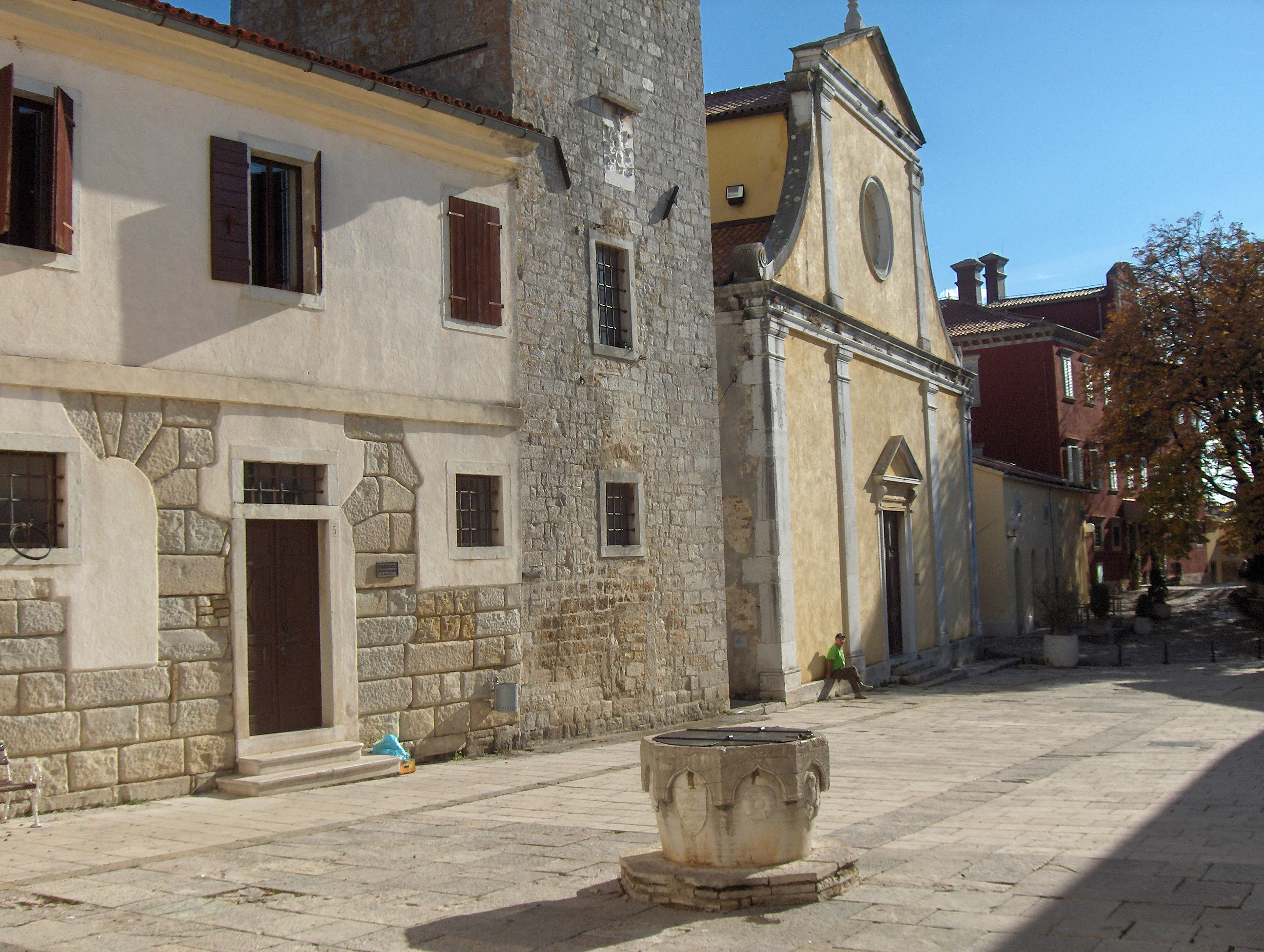
La chiesa di Santo Stefano e il pozzo antistante

## Attrazioni culturali e turistiche

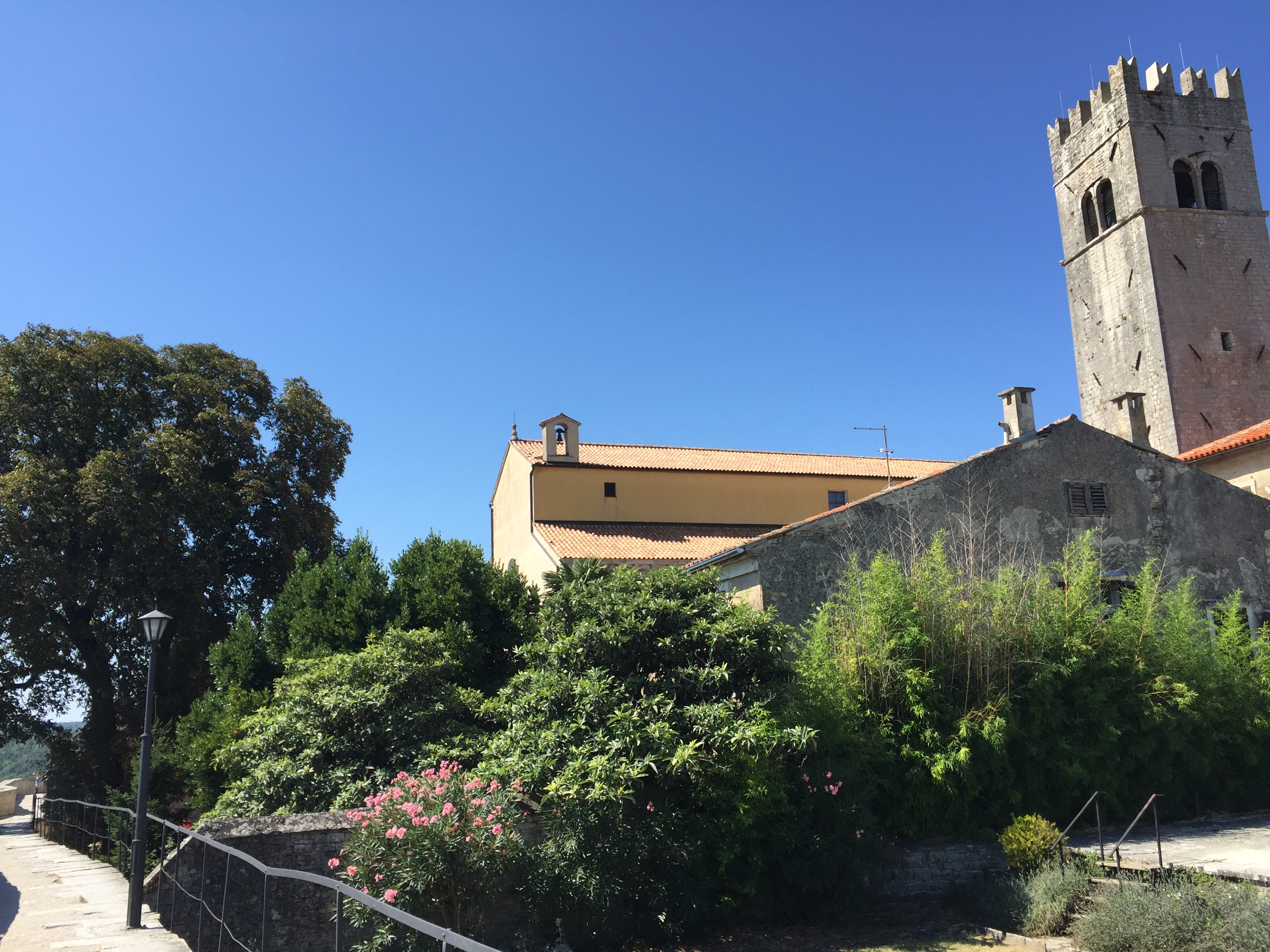
Duomo di Santo Stefano con la torre campanaria, scorcio delle mura

- Chiesa della Madonna dei Servi: prende il nome dai frati Serviti che lì vi ebbero il primo convento (1584)
- Torrione delle Porte Nuove, di stile rinascimentale, con piombatoi ancora intatti e gli stemmi delle famiglie patrizie
- Lapidario con esposti i leoni marciani
- Piazza Josef Ressel, l'inventore dell’elica per le navi che visse per un periodo della sua vita a Montona
- Loggia risalente al 1300
- Porta Castellana, di origine rinascimentale
- Piazza Andrea Antico da Montona, chierico e musicista del Cinquecento
- Duomo dedicato a Santo Stefano Protomartire (patrono di Montona), con campanile alto 27 metri: la costruzione del Duomo si colloca cronologicamente tra il 1580 e il 1614, mentre il campanile è antecedente
- Palazzo Polesini e Palazzo del Comune
- Mura (di origine trecentesca, lunghe 436 metri e alte dai 9 ai 15 metri), dalle quali è possibile godere di un vasto panorama che abbraccia vigne, frutteti, il bosco di San Marco e i paesini circostanti
- Chiesa di San Cipriano, ricostruita nel 1855 quale ex voto in occasione di un'epidemia di colera
- Chiesa della Madonna delle Porte: la leggenda vuole che la Vergine sia apparsa su un albero di fichi proprio dove oggi si trova l'altare
- Casa natale di Mario Andretti e Aldo Andretti
- Ai piedi del colle si estende il percorso della Parenzana – Ferrovia Parenzana, percorribile in bici

## Località
Il comune di Montona è diviso in 4 insediamenti (naselja):
| - San Pancrazio [o Bercaz] (Brkač) - Caldier (Kaldir) - Montona (Motovun), sede comunale - San Bortolo (Sveti Bartol) |

## Geografia antropica

### Frazioni
Le frazioni di Montona sono 51.
All'insediamento di San Pancrazio (Bercaz) afferiscono i seguenti paesi:

Battai (Bataji), Monte (Breg), Colleri (Kolari), Cragno (Kranceti), Labignani (Labinjani), Monforno (Monforno), Ravan (Ravan), Rodelli (Rudeli), Ruscnach(Rušnjak), Romani (Romani), Sirotici [Rosso] (Sirotići).

All'insediamento di Caldièr afferiscono i seguenti paesi:

Brdari (Brdari), Bertossi (Brtoši), Bertossichi (Brtošići), Clarici (Klarići), Galli (Gali), Lazze [Ferri] (Lazi), Monte Stefanich (Štefanićev Breg), Paladini (Paladini), Petretichi (Petretići), Prodani (Prodani), Stefanichi (Štefanići), Valenti (Valenti), Madrussa (Madruši), Zvitchi (Cvitki).

All'insediamento di Montona afferiscono i seguenti paesi:

Bosici (Božići), Diviachi (Divjaki), Dagostini (Dagoštini), Meloni (Meloni), Morari (Murari), Pavat (Pavati), Percichi (Perčići), Pissiglione (Pišiljon), Resari (Režari).

All'insediamento di San Bortolo afferiscono i seguenti paesi:

Bencici (Benčići), Cal (Kal), Calligari (Kaligari), Cotigi (Kotigi), Fiorini (Fiorini), Fleghi (Flegi), Giganti (Žugani), Labignani (Labinjani), Locandici (Lokandići), Monte Belletich (Beletićev Breg), Pischi (Piški), Sciolazi (Šćulci), Sotto Iessica (Podjesika), Stanzia Flego (Flegova Stancija), Valenti (Valenti), Vesnaveri (Vežnaveri), Trippe (Tripe).

## Società

### Etnie e minoranza straniere

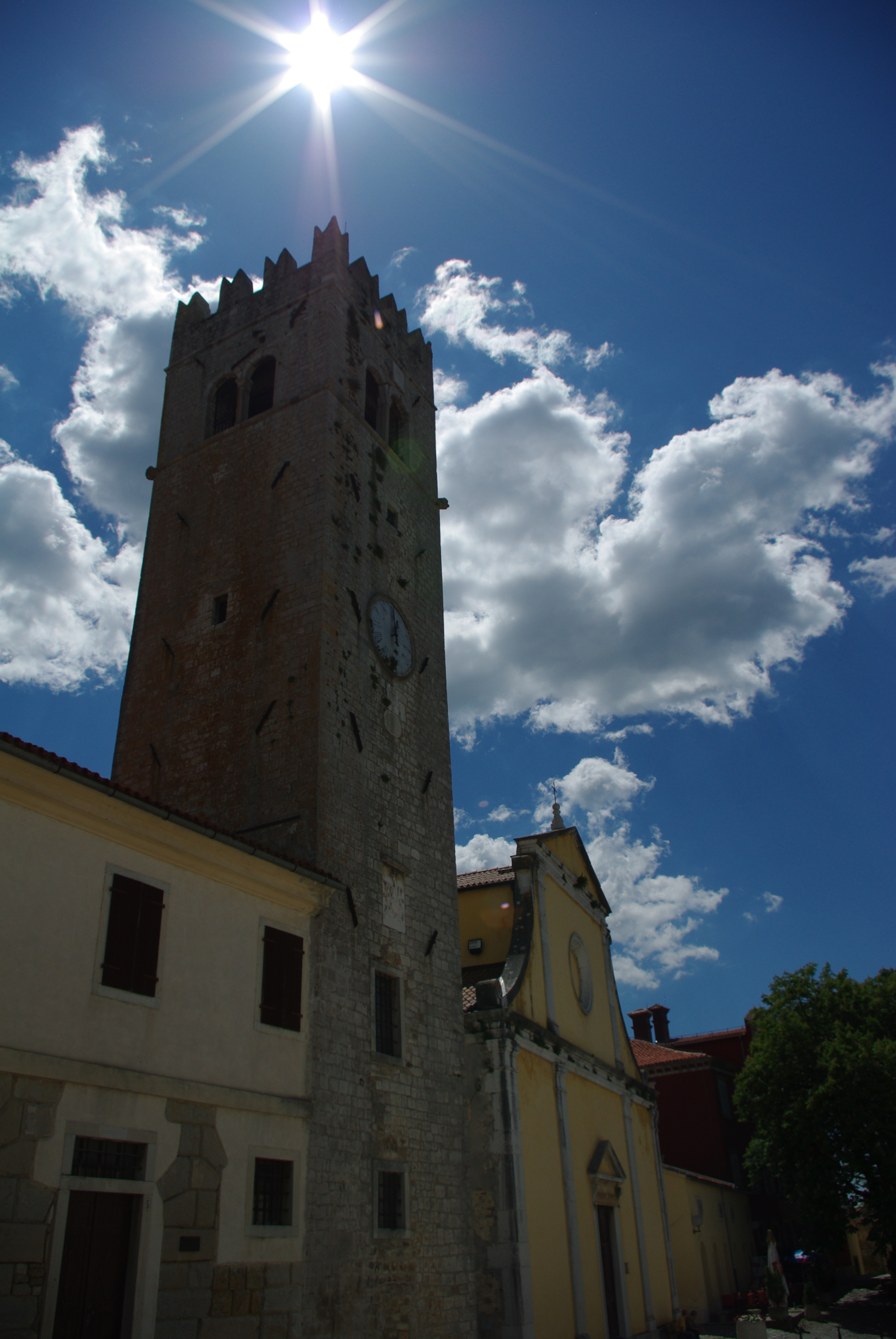
La vecchia chiesa di Montona

Secondo il censimento del 1910, la popolazione era così etnicamente distribuita:
| Insediamento | Totale abitanti | Lingua d'uso italiano | Lingua d'uso serbo-croato | Lingua d'uso sloveno |
| ------------ | --------------- | --------------------- | ------------------------- | -------------------- |
| Montona      | 1371            | 1346                  | 0                         | 8                    |
| Caldier      | 712             | 93                    | 615                       | 0                    |
| Bercaz       | 450             | 351                   | 0                         | 98                   |

### La presenza autoctona di italiani

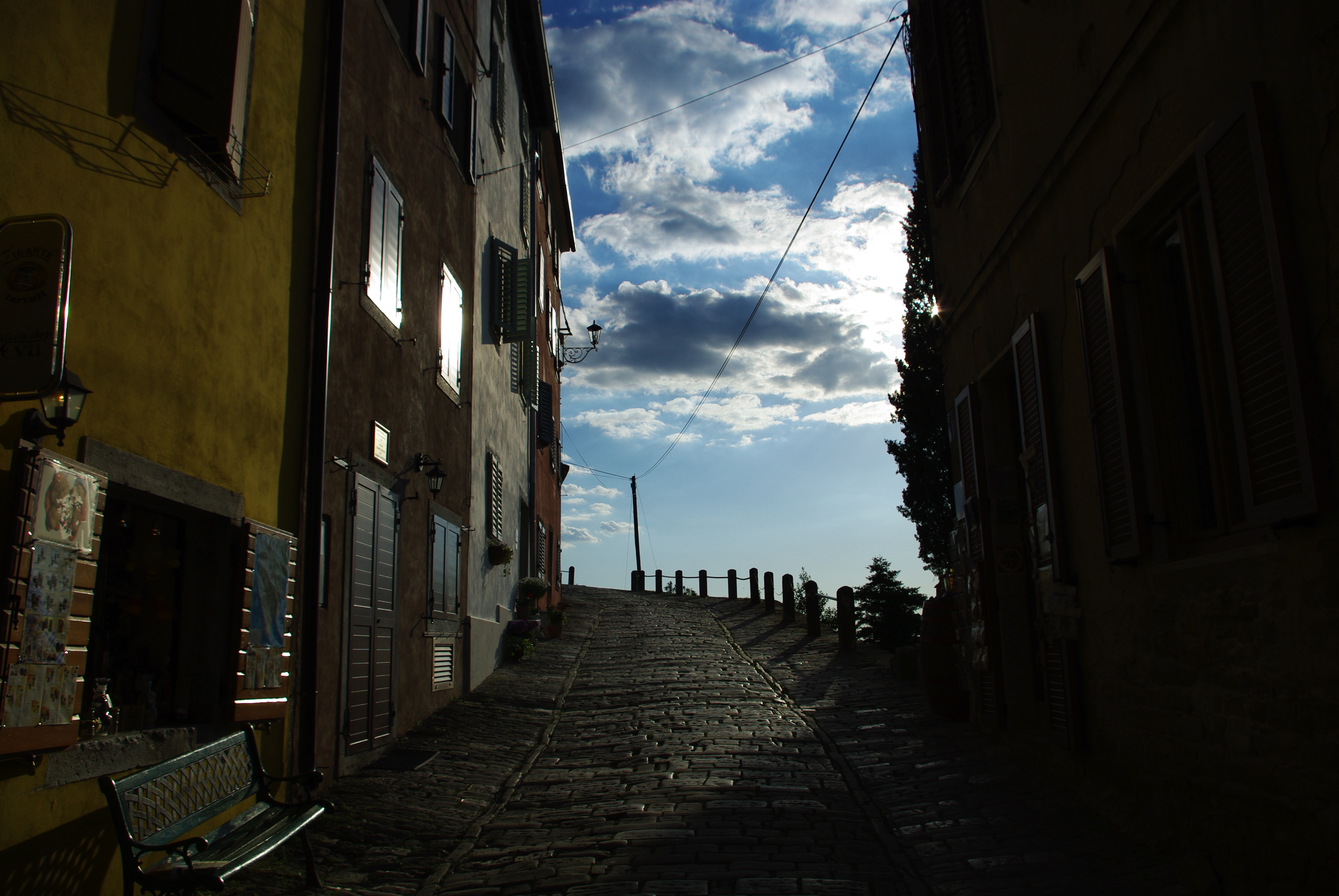
Strada in Montona

È presente una comunità di italiani autoctoni che rappresentano una minoranza residuale di quelle popolazioni italofone che abitarono per secoli la penisola dell'Istria e le coste e le isole del Quarnaro e della Dalmazia, territori che appartennero alla Repubblica di Venezia. La presenza degli italiani a Montona è drasticamente diminuita in seguito all'esodo giuliano dalmata, che avvenne dopo la seconda guerra mondiale e che fu anche cagionato dai massacri delle foibe.
Con l'avvento della Jugoslavia gran parte della popolazione autoctona di etnia italiana (pari al 90% della popolazione), ha optato per il mantenere la propria cittadinanza italiana ed è stata quindi costretta a lasciare Montona e a trasferirsi in diverse zone d'Italia. Una parte di Montonesi, stante la difficile situazione economica in Italia tra la fine degli anni quaranta e cinquanta, emigrò principalmente negli Stati Uniti (così fece Mario Andretti con i familiari), in Australia, Canada e America meridionale. 
Dal 2007 Mario Andretti è Sindaco del Libero Comune di Montona in Esilio.
La locale Comunità degli Italiani di Montona "Andrea Antico da Montona", facente parte dell'Unione Italiana, è guidata dal 2006 da Enrico Pissac. 
Secondo l'ultimo censimento del 2011 è presente una minoranza autoctona di italiani a Montona, pari a circa il 10% della popolazione locale.
Gli esuli di Montona sono rappresentati dall'associazione apartitica denominata Famiglia Montonese guidata dal 2002 da Simone Vicki Michelle Peri.

### Lingue e dialetti
| %      | Ripartizione linguistica (gruppi principali) |
| ------ | -------------------------------------------- |
| 81,28% | madrelingua croata                           |
| 15,46% | madrelingua italiana                         |

| %      | Ripartizione linguistica (gruppi principali) |
| ------ | -------------------------------------------- |
| 80,68% | madrelingua croata                           |
| 11,65% | madrelingua italiana                         |

## Economia
Il territorio montonese è ricco di strutture ricettive. Progressi sono stati fatti per la rivitalizzazione dell'agricoltura, in particolare nella vinicoltura e nell'olivicoltura. Qui si producono vini rinomati come il Terrano, la Malvasia e il Pinot. I boschi attorno a Montona sono ricchi di tartufi bianchi e neri.

## Eventi
Dal 1999, ogni estate a Montona si svolge una importante rassegna cinematografica, il Motovun Film Festival